# Пјатра Њамц
Пјатра Њамц (рум. Piatra Neamţ) град је у Румунији, у источном делу земље, у историјској покрајини Молдавија. Пјатра Њамц је управно средиште округа Њамц.
Пјатра Њамц има површину од 77,4 km, на којој је по последњем попису из 2002. године живело 104.914 становника.

## Географија
Град Пјатра Њамц налази се у западном делу Румунске Молдавије. Град је смештен у долини реке Бистрице на месту где река излази из карпатског дела тока на западу у долински ка истоку. Са тим у вези се и развио град Пјатра Њамц, као „чувар“ долине и прелаза из Молдавије у Трансилванију на западу.

## Становништво
У односу на попис из 2002, број становника на попису из 2011. се смањио.
| 1966.  | 1977.  | 1992.   | 2002.   | 2011.  |
| ------ | ------ | ------- | ------- | ------ |
| 45.852 | 77.812 | 123.360 | 104.914 | 85.055 |

Матични Румуни чине огромну већину градског становништва Пјатра Њамца, а од мањина присутни су само Роми.

## Занимљивости
У самом средишту града, на главном градском тргу, налази се торањ из 15. века, који је симбол града.

## Партнерски градови
- Лод
- Бергама
- Орхеј
- Вербанија
- Бејнаско
- Кирјат Малахи